# حمدان بن حمدون
حمدان بن حمدون بن الحارث تغلبی (ش. ۸۶۸–۸۹۵) یکی از رهبران عرب قبیلهٔ بنوتغلب در جزیره، و رهبر و شیخ خاندان حمدانیان بود. او در کنار سایر سران عرب منطقه، در برابر تلاش‌های خلافت عباسی برای بدست آوردن مجدد کنترل بر جزیره در دهه ۸۸۰ مقاومت کرد و به شورش خوارج به رهبری هارون شاری ملحق شد. او سرانجام در ۸۹۵ توسط خلیفه المعتضد شکست خورد و به اسارت درآمد، اما به خاطر خدمات برجسته فرزندش (حسین بن حمدان) به خلیفه، آزاد شد.